# Otto Martin Wiedemann

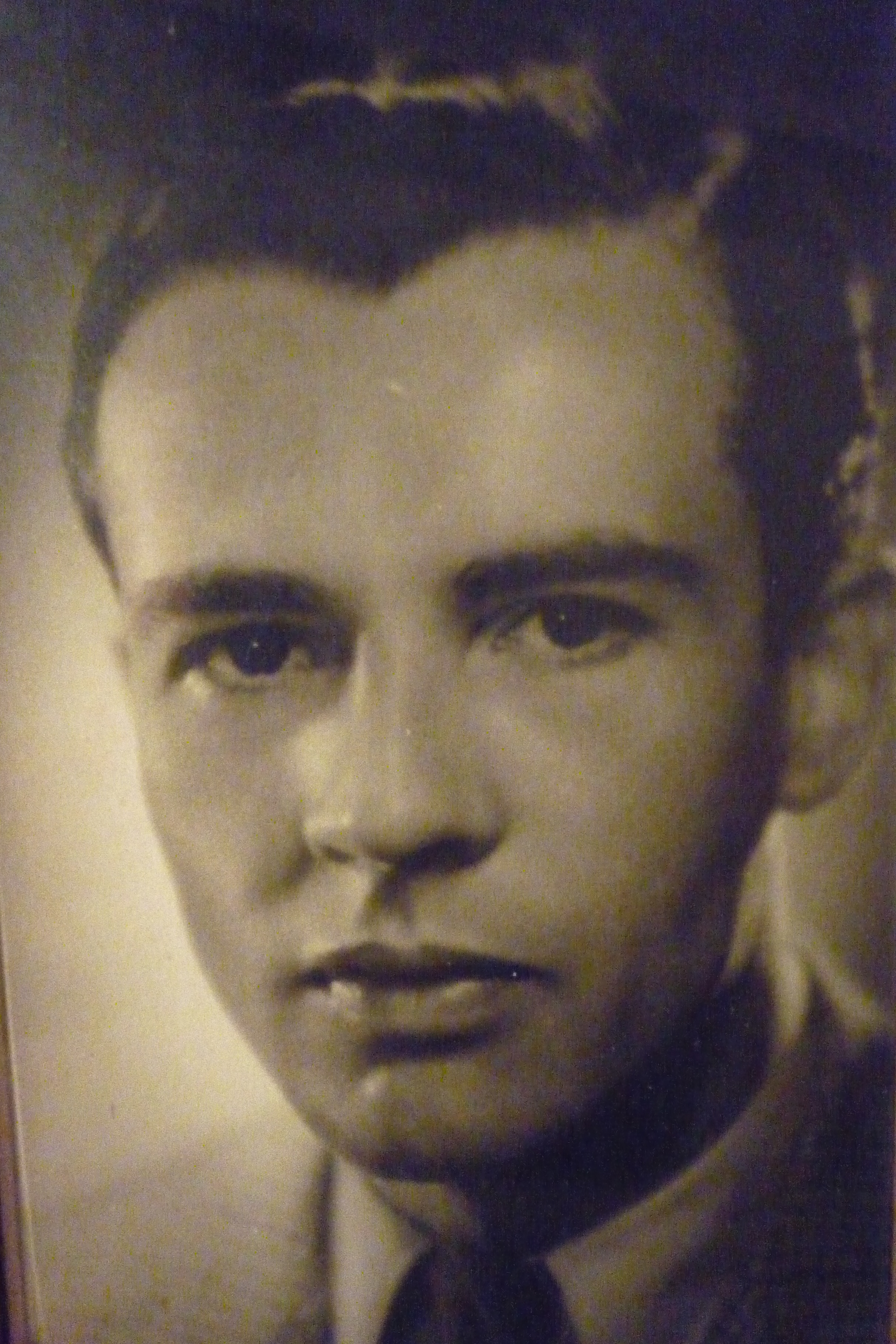
Martin Wiedemann

Otto Martin Wiedemann (Londen, 18 september 1915 – Rotterdam, 6 september 2000) was een Engelse verzetsstrijder tijdens de Tweede Wereldoorlog. Zijn vader, Arthur Wiedemann, was een Duitser en zijn moeder een Engelse.   
Arthur Wiedemann werkte voor NV Bunge als Verwalter in Londen en later als directeur in Amsterdam. In 1932 liet hij het Bungehuis aan de Spuistraat bouwen. Martin bleef in Engeland achter, en was daar nog toen de oorlog uitbrak. Zijn zuster Mary Wiedemann was met haar ouders naar Nederland gegaan. Ze woonden aan de Rubensstraat en Mary zat in het verzet. 

## Terug naar Nederland
Nadat hij twee jaar bij de Royal Artillery had gediend en zijn officiersopleiding had voltooid, wilde Wiedemann graag iets actiefs tegen de Duitsers doen. Een vriend introduceerde hem bij het Nederlandse Bureau Inlichtingen, waar hij een opleiding kreeg in radiotechnieken, morseseinen, code-systemen, gewapend en ongewapend vechten, parachutespringen en Nederlandse conversatieles. Zijn opleiding werd in mei 1943 voltooid, maar vanwege het Englandspiel werd hij pas in de nacht van 19 op 20 september 1943, samen met de agent Johan Paul van der Stok (1919 – 1945), in de omgeving van Middenmeer boven de  Wieringermeerpolder geparachuteerd. De dropping was georganiseerd door Louis d'Aulnis om contact te leggen met de groep Fiat Libertas. Deze groep was bekend bij BI en was gespecialiseerd in het opvangen, verbergen en naar België afvoeren van in Nederland neergeschoten RAF-personeel. Beide agenten kwamen veilig aan de grond en het ontvangstcomité hielp hen de parachutes te begraven, de containers te legen en deze in een diepe sloot te laten zinken. Ze hadden zendapparaten, wapens, kleding, valse persoonsbewijzen, fietsbanden, sigaretten en whisky meegenomen. Die nacht sliepen ze in een hooiberg en de volgende dag gingen ze naar Den Haag.

## Plaats van tewerkstelling
Wiedemann ging na zijn parachutering als radiotelegrafist van de Zendgroep Barbara samenwerken met Fiat Libertas. Hij verzorgde voor de beide organisaties het radiocontact met het BI en de Nederlandse regering in Londen. Nadat Jan Thijssen op 31 januari 1943 bij de Ordedienst (OD) was ontslagen, richtte Thijssen met een aantal geestverwanten de Raad van Verzet (RVV) op. Een korte tijd daarna richtte Thijssen de Radiodienst van de Raad van Verzet op. Vanaf mei 1944 kreeg Wiedemann van de leiding van het BI toestemming om steun te verlenen aan de Zendgroep BI-Radiodienst. Deze zendgroep en de Zendgroep Barbara verzorgden beiden het radiocontact tussen het Nederlands verzet en het BI en de Nederlandse regering in Londen. De Zendgroep Barbara werkte samen met de Ordedienst en de Zendgroep BI-Radiodienst werkte samen met de Radiodienst van de Raad van Verzet. 
Tijdens de radiocontacten met het BI maakte Wiedemann gebruik van de codenamen O.M. Wideman (Engelse uitspraak), Jaap en Michael Webster. Tijdens zijn contacten in het veld gebruikte hij de schuilnaam; Jacob Jan Rijneke.

## Arrestatie
Wiedemann had enkele maanden op hetzelfde onderduikadres gezeten en het was tijd van adres te veranderen. Een doktersgezin, dat een maand naar de Veluwe zou gaan, bood hem aan op hun huis te passen. Toen hij op 18 juli 1944 bij hen op bezoek ging met een fles jenever om hun voor het onderdak te bedanken, werd hij door twee Nederlanders, die voor de SD werkten, gearresteerd. Eerst werd hij naar de gevangenis aan de Weteringschans gebracht, toen naar Kamp Vught en vandaar naar de strafgevangenis Remscheid-Lüttringhausen waar hij negen maanden solitair gevangen zat. Hij overleefde bij toeval. Hitler gaf in april 1945 bevel alle ter dood veroordeelden te executeren, maar de commandant van zijn gevangenis besloot Duitse criminelen dood te schieten en de identiteiten te verwisselen. Toen de geallieerden kwamen werden de overlevenden aan hen gepresenteerd.
Wiedemann werd door Prins Bernhard onderscheiden met de Bronzen Leeuw.

## Bevrijd
Hij werd bevrijd door Amerikanen, nam de auto van de directeur van de gevangenis en reed terug naar Amsterdam. Daarna meldde hij zich in Wassenaar bij de Britse Intelligence, die in een huis aan de Van der Oudermeulenlaan zat. 
Voordat hij in september 1945 naar Engeland terugkeerde om gedemobiliseerd te worden, bezocht hij zijn moeder.

## Trivia
Zijn zuster Mary Wiedemann hielp eerst haar broer en na diens arrestatie ook haar overbuurman Louis d'Aulnis. 